# É
Das É (kleingeschrieben é) ist ein Buchstabe des lateinischen Schriftsystems. Es besteht aus einem E mit einem Akut darüber.
In deutschen Texten tritt das É im Schnitt mit einer Häufigkeit von 0,01 % auf. Damit ist das É der häufigste Buchstabe im Deutschen, der nicht zum deutschen Alphabet gehört.

## Beispielhafte Verwendungen in der Schreibung verschiedener Sprachen
- Im Französischen wird der Buchstabe „e/E“ avec accent aigu genannt (nur bei É und é). Es dient dazu, die Aussprache als /⁠e⁠/ festzulegen, wenn es ohne diakritisches Zeichen als /⁠ɛ⁠/, /⁠ə⁠/ oder gar nicht ausgesprochen werden würde. In einigen Wörtern wird es auch /⁠ɛ⁠/ ausgesprochen, so wie z. B. in réglementaire. Nach der französischen Rechtschreibreform von 1990 soll in diesen Fällen das È benutzt werden, diese Reform hat sich allerdings nicht durchgesetzt.
- Im Isländischen wurde das É 1929 in seiner heutigen Verwendung eingeführt und ersetzte den Digraph je.[1] Es wird, wie der Digraph andeutet, /⁠jɛ⁠/ ausgesprochen.
- Im Luxemburgischen wird es für ein besonders stark betontes e benutzt.
- Im Spanischen gibt das É an, dass die Silbe, in der das Zeichen vorkommt, zu betonen ist. Es wird auch in mehrdeutigen Wörtern verwendet, um sie voneinander zu unterscheiden (z. B. el (der) und él (er/es)), sowie in allen Fragewörtern.
- Im Tschechischen sowie im Slowakischen stellt das É ein langes E dar und wird dementsprechend /⁠ɛː⁠/ ausgesprochen.
- Im Ungarischen wird das É /⁠eː⁠/ ausgesprochen, während das E ohne Akzentzeichen den Laut /⁠ɛ⁠/ darstellt.

## Darstellung auf dem Computer
In Unicode belegt das É die Codepunkte U+00C9 (Großbuchstabe) und U+00E9 (Kleinbuchstabe). In ISO 8859-1 liegt der Buchstabe an denselben Stellen.
Auf Tastaturen wird das É mit der Akut-Tottaste erzeugt, die zuerst gedrückt wird, und danach entweder das große oder kleine E.
- Großbuchstabe É: ´ – Shift+E
- Kleinbuchstabe é: ´ – E

Auch das isländische und färöische Tastaturlayout sieht für die Buchstaben á, (é), í, ó, ú, ý keine eigenen Tasten vor, sodass auch dort die Eingabe wie oben beschrieben erfolgt.
In TeX kann man das É im Textsatz mit \'E bzw. \'e bilden. Im grafischen Satz lauten die entsprechenden Befehle \acute E bzw. \acute e.
In HTML kann man das É mit &Eacute; bzw. &eacute; angeben.